# Tribe (Sadist)
Tribe è un disco dei Sadist uscito nel 1996 per conto della Beyond Productions

## Il disco
Il cambiamento rispetto al precedente Above the Light è netto, presenta un suono con sonorità tipicamente death metal con influenze tribali che si intersecano ai fraseggi di chitarra e tastiera.
L'album vede, rispetto a quello precedente, una nuova formazione: Tommy Talamanca alle tastiere e alla chitarra, Zanna alla voce, Chicco al basso e Peso alla batteria. Questi musicisti venivano da ambienti pienamente fusion.
L'album riscosse un buon successo. Nell'album è presente il brano strumentale dal titolo From Bellatrix To Betelgeuse.

## Tracce
1. Escogido – 5:03
2. India – 4:44
3. From Bellatrix to Betelgeuse – 4:43
4. Den Siste Kamp – 4:14
5. Tribe – 4:00
6. Spiral of Winter Ghosts – 3:46
7. The Ninth Wave – 4:10
8. The Reign of Asmat – 6:21

## Formazione
- Zanna - voce
- Tommy − chitarra, tastiere
- Peso − batteria
- Chicco − basso, voce